# Europees Agentschap voor chemische stoffen

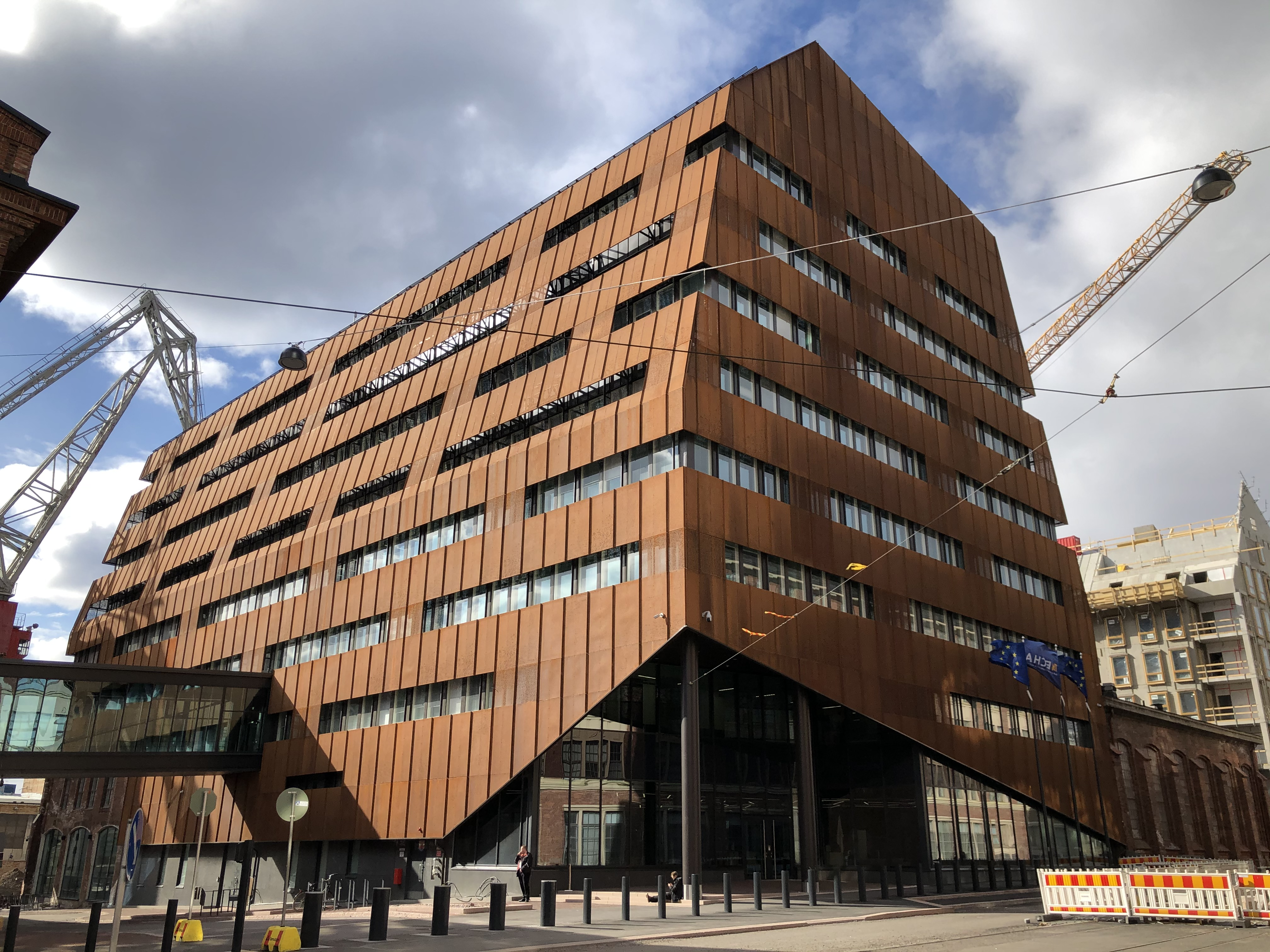

Het Europees Agentschap voor chemische stoffen (ECHA) (Engels: European Chemicals Agency), is een agentschap van de Europese Unie. Het agentschap is in Helsinki gevestigd.
Het agentschap werd geïnstalleerd op 1 juni 2007.
Het agentschap implementeert REACH. Dit staat voor: registratie, evaluatie en autorisatie van chemicaliën. Producenten en importeurs van chemicaliën moeten die chemische substanties (indien het meer dan 1000 kg per jaar betreft) bij het agentschap laten registreren.

## Voortgang
De regelgeving inzake REACH werd, in tweede lezing, door het Europees Parlement aangenomen op 13 december 2006.

## Referentie
1. ↑  Environment for Europeans, editie 27, Juni 2007